# Juventas
Juventas (lat. Iuventas), boginja mladosti, prvenstveno muške omladine, ali i zaštitnica večite mladosti rimske države.
Njeno omanje svetilište (aedicula) nalazilo se u Minervinom delu Jupiterovog hrama na Kapitolu. Prema rimskoj tradiciji, kada je Tarkvinije Oholi želeo da ukloni drveni žrtvenik ove boginje, kako bi podigao monumentalni Jupiterov hram, odustao je od te namere kada su auguri utvrdili da Juventas (kao i bog Terminus) ne želi da njen oltar bude premešten. Zato je i dalje poštovana praksa koju je uveo njegov prethodnik, kralj Servije Tulije, da upravo na tom mestu svi rimski mladići daruju bodinju jednim novčićem prilikom svečanog čina sticanja punoletstva (pubertas), tj. kada svoju dečačku togu (''toga praetexta'') zamenjuju mladalačkom (''toga virilis'').

Servije je želeo da na ovaj način obezbedi uvid u brojno stanje rimskog stanovništva, pa je i za svako novorođenče prilagan novčić Junoni Lucini (Iuno Lucina) u hramu na Eskvilinu, a za svakog pokojnika boginji Libitini (Libitina) u svetom gaju blizu Aventina.

## Literatura
- Bujuklić, Žika; (2010). Forum Romanum - Rimska država, pravo, religija i mitovi, Beograd.